# Turkije op de Olympische Winterspelen 2018
Turkije was een van de deelnemende landen aan de Olympische Winterspelen 2018 in Pyeongchang, Zuid-Korea.
Bij de zeventiende deelname van het land aan de Winterspelen werd voor de zestiende keer deelgenomen in het alpineskiën, voor de twaalfde keer in het langlaufen, voor de vierde keer in het kunstschaatsen en voor het eerst bij het schansspringen, de vierde olympische sportdiscipline waarin namens Turkije werd deelgenomen. Fatih Arda İpcioğlu was de vlaggendrager bij de openingsceremonie.

## Deelnemers en resultaten
(m) = mannen, (v) = vrouwen 

### Alpineskiën
| Olympiër          | Onderdeel        | Resultaat | Prestatie                                                            |
| ----------------- | ---------------- | --------- | -------------------------------------------------------------------- |
| Serdar Deniz      | reuzenslalom (m) | 67e       | 1e run: 1.23,45 (77e) 2e run: 1.20,78 (65e) totaal: 2.44,23 (+26,19) |
| Serdar Deniz      | slalom (m)       | DNF-1     | 1e run: niet gefinisht                                               |
|                   |                  |           |                                                                      |
| Özlem Çarıkçıoğlu | reuzenslalom (v) | 57e       | 1e run: 1.27,71 (64e) 2e run: 1.25,29 (57e) totaal: 2.53,00 (+32,98) |
| Özlem Çarıkçıoğlu | slalom (v)       | DNF-1     | 1e run: niet gefinisht                                               |

### Kunstrijden
| Olympiër (deelname)                | Onderdeel | Resultaat | Prestatie                                   |
| ---------------------------------- | --------- | --------- | ------------------------------------------- |
| Alisa Agafonova (2) Alper Uçar (2) | IJsdansen | 19e       | 147.18 (korte kür: 59.42, vrije kür: 87.76) |

### Langlaufen
| Olympiër                  | Onderdeel             | Resultaat | Prestatie                      |
| ------------------------- | --------------------- | --------- | ------------------------------ |
| Ömer Ayçiçek              | sprint (m)            | 77e       | kwalificatie: 3.57,91 (+49,37) |
| Ömer Ayçiçek              | 15 km vrije stijl (m) | 93e       | 40.28,7 (+6.44,8)              |
| Hamza Dursun              | sprint (m)            | 71e       | kwalificatie: 3.36,53 (+27,99) |
| Hamza Dursun              | 15 km vrije stijl (m) | 92e       | 40.05,3 (+6.21,4)              |
| Ömer Ayçiçek Hamza Dursun | team sprint (m)       | HF        | HF 1: 18.45,78 (14e)           |
|                           |                       |           |                                |
| Ayşenur Duman             | 10 km vrije stijl (v) | 86e       | 33.06,4 (+8.05,9)              |

### Schansspringen
| Olympiër            | Onderdeel          | Resultaat | Prestatie                       |
| ------------------- | ------------------ | --------- | ------------------------------- |
| Fatih Arda İpcioğlu | normale schans (m) | 57e       | kwalificatie: 68,2 pnt (79,0 m) |
| Fatih Arda İpcioğlu | grote schans (m)   | 56e       | kwalificatie: 36,4 pnt (96,5 m) |